# Райикур
Райику́р (фр. Raillicourt) — коммуна во Франции, находится в регионе Шампань — Арденны. Департамент — Арденны. Входит в состав кантона Синьи-л’Аббеи. Округ коммуны — Шарлевиль-Мезьер.
Код INSEE коммуны — 08352.
Коммуна расположена приблизительно в 185 км к северо-востоку от Парижа, в 80 км севернее Шалон-ан-Шампани, в 17 км к юго-западу от Шарлевиль-Мезьера.

## Население
Население коммуны на 2008 год составляло 221 человек.
| 1962 | 1968 | 1975 | 1982 | 1990 | 1999 | 2008 |
| ---- | ---- | ---- | ---- | ---- | ---- | ---- |
| 113  | 139  | 141  | 192  | 200  | 179  | 221  |

## Экономика
В 2007 году среди 147 человек в трудоспособном возрасте (15—64 лет) 113 были экономически активными, 34 — неактивными (показатель активности — 76,9 %, в 1999 году было 66,1 %). Из 113 активных работали 105 человек (56 мужчин и 49 женщин), безработных было 8 (2 мужчин и 6 женщин). Среди 34 неактивных 12 человек были учениками или студентами, 14 — пенсионерами, 8 были неактивными по другим причинам.

## Достопримечательности
- Церковь Сен-Мартен[фр.]. Исторический памятник с 1930 года.[3]

## Фотогалерея

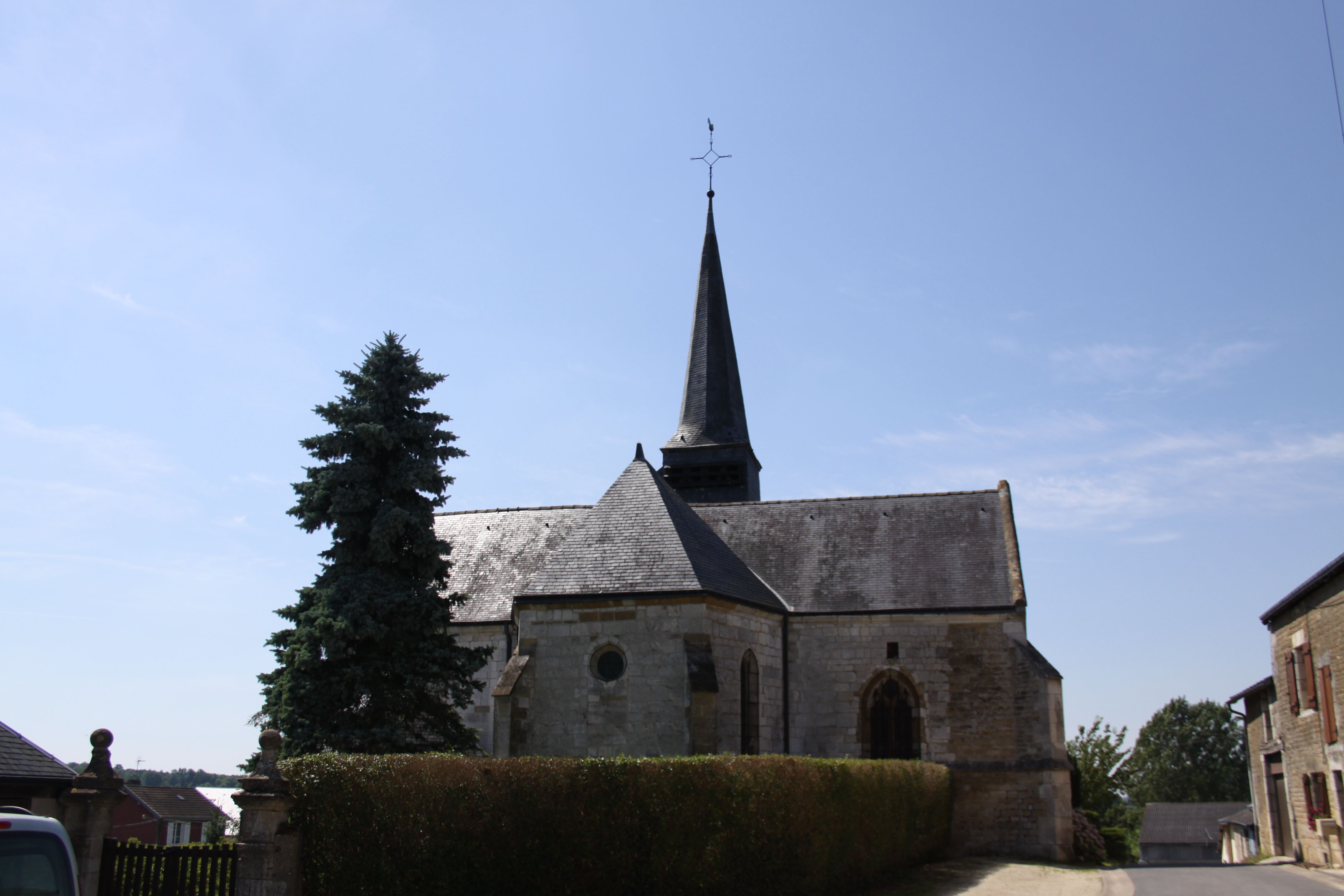
Церковь Сен-Мартен
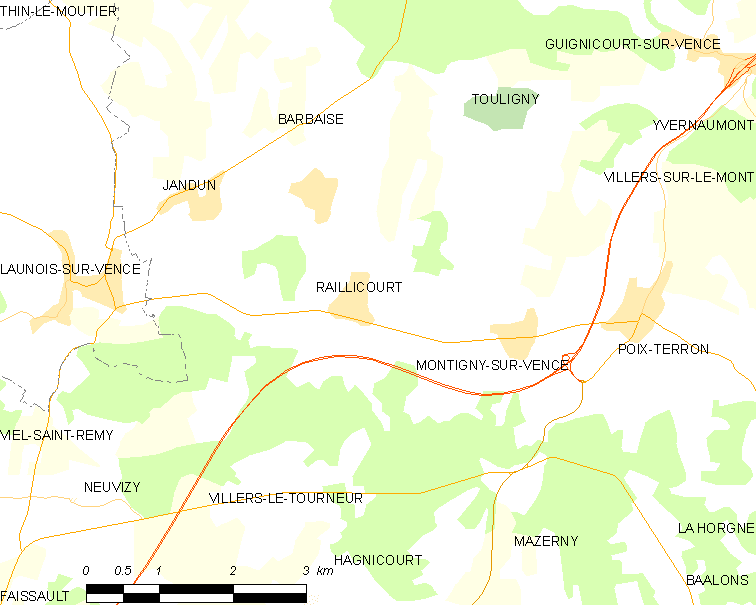
Карта коммуны